# Alkanna leiocarpa
Alkanna leiocarpa är en strävbladig växtart som beskrevs av Karl Heinz Rechinger. Alkanna leiocarpa ingår i släktet Alkanna och familjen strävbladiga växter. Inga underarter finns listade i Catalogue of Life.